# 世界模擬聯合國會議
世界模擬聯合國會議（World Model United Nations，WorldMUN）是世界上唯一每年在不同城市舉辦的模擬聯合國會議，創辦於1992年，每一年皆由哈佛大學團隊和當地城市的合辦團隊共同合作舉辦。2009年第18屆世界模擬聯合國會議共有來自世界50個國家中200所大學的2400名代表參加，為一世界級規模的模擬聯合國活動。

## 活動

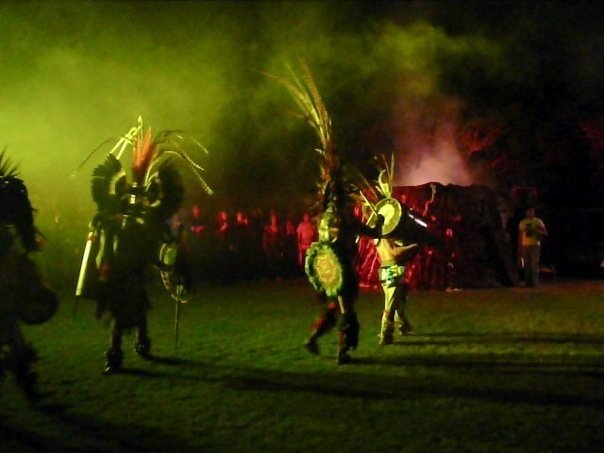
WorldMUN2008 主題晚會《阿茲提克之夜》

- 正式會期（Committee Sessions）

會前隨機分配與會者的代表國家，要求與會者模擬該國立場，為該國發聲。在正式會期中，與會者必須熟悉各項議規（Rules of Procedure）與文件形式。整個會議最終將產生一份決議文（Resolution）。
- 交流活動（Social Event）
  - 各國表演秀（Cabaret）：各國學生在舞臺上展現其國家的特色。
  - 世界博覽會（Global Village）：各代表團，以擺攤的方式，介紹各國名產小吃，展出各國手工藝品，發送文宣品等。
  - 惜別晚會（Farewell Party）：正式外交晚宴活動。

- 主題晚會（Featured Night）

由合辦大學準備的特別活動，呈現合辦國家的文化特色、民俗風情，由每年的合辦團隊籌畫。

## 歷屆主辦城市

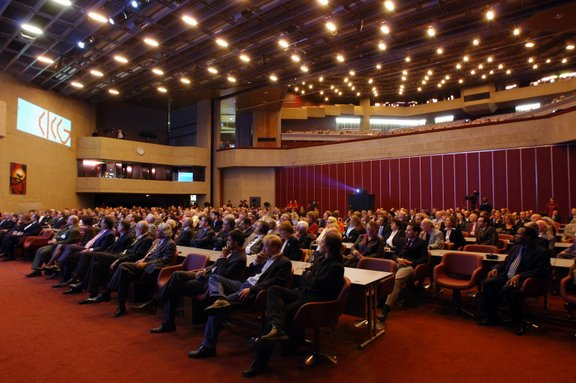
WorldMUN Committee Sessions

| 西元 | 主辦地點 | 主辦地點     | 當地主辦團隊                        |
| 西元 | 國家     | 城市         | 當地主辦團隊                        |
| ---- | -------- | ------------ | ----------------------------------- |
| 1992 | 波蘭     | Międzyzdroje |                                     |
| 1993 | 捷克     | 布拉格       |                                     |
| 1994 | 盧森堡   | 盧森堡市     |                                     |
| 1995 | 瑞士     | 日內瓦       |                                     |
| 1996 | 荷蘭     | 阿姆斯特丹   |                                     |
| 1997 | 匈牙利   | 布達佩斯     |                                     |
| 1998 | 比利時   | 布魯塞爾     | 布魯賽爾自由大學（荷語）            |
| 1999 | 英國     | 劍橋         | 劍橋大學                            |
| 2000 | 希臘     | 雅典         |                                     |
| 2001 | 土耳其   | 伊斯坦堡     | Koç University                      |
| 2002 | 巴西     | 美景市       |                                     |
| 2003 | 德國     | 海德堡       | 海德堡大學                          |
| 2004 | 埃及     | 沙姆沙伊赫   | Modern Sciences and Arts University |
| 2005 | 英國     | 愛丁堡       | 愛丁堡大學                          |
| 2006 | 中國     | 北京         | 北京大學                            |
| 2007 | 瑞士     | 日內瓦       | 洛桑聯邦理工學院                    |
| 2008 | 墨西哥   | 普埃布拉     | 普埃布拉國立大學                    |
| 2009 | 荷蘭     | 海牙         | United Netherlands                  |
| 2010 | 臺灣     | 臺北         | 國立臺灣大學                        |
| 2011 | 新加坡   | 新加坡       | 新加坡國立大學                      |
| 2012 | 加拿大   | 溫哥華       | 英屬哥倫比亞大學                    |
| 2013 | 澳大利亞 | 墨爾本       | 蒙纳士大学 墨尔本皇家理工大学       |
| 2014 | 比利時   | 布魯塞爾     |                                     |
| 2015 | 韓國     | 首爾         | 韓國外國語大學                      |
| 2016 |          | 罗马         |                                     |
| 2017 | 加拿大   | 蒙特婁       |                                     |

## 外部連結
- 世界模擬聯合國會議 （页面存档备份，存于）
- WorldMUN2010國立臺灣大學團隊 官方部落格 （页面存档备份，存于）